# Mythe d'Atrahasis

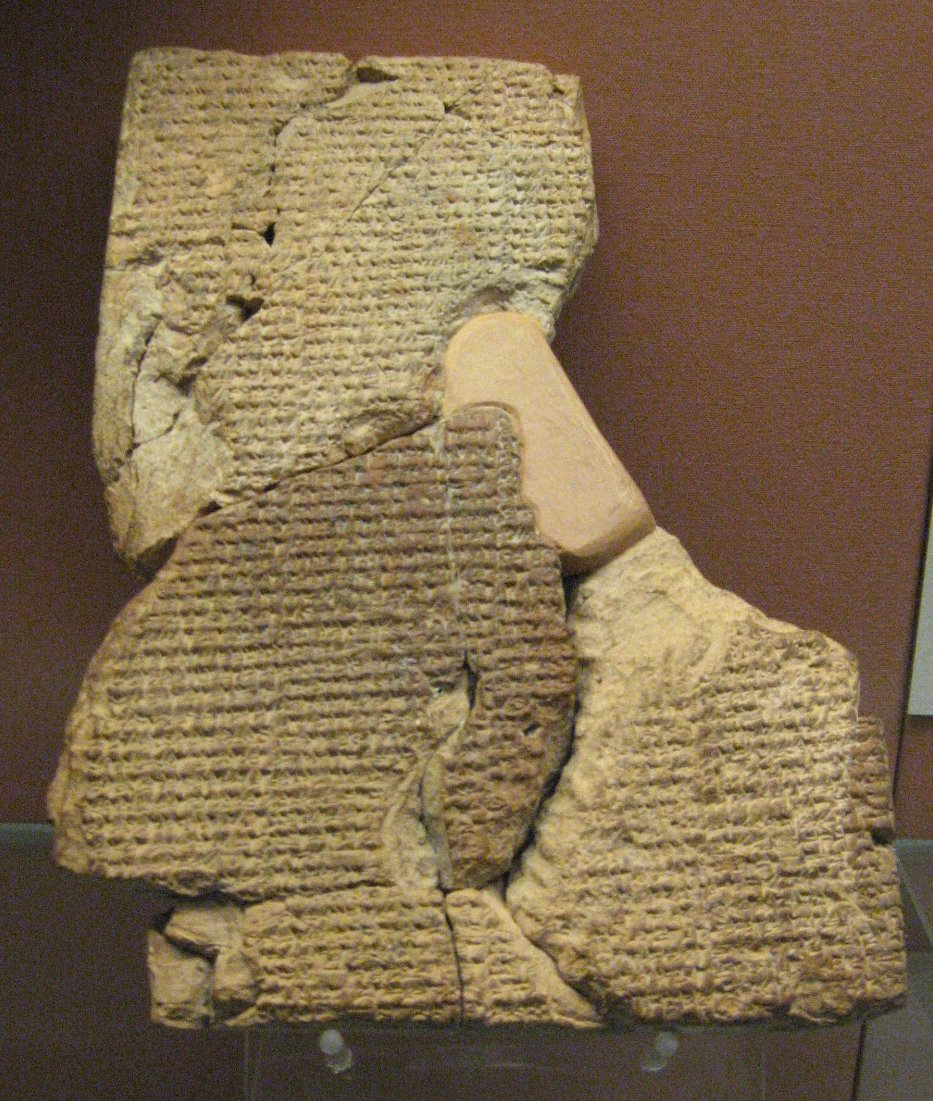
Première tablette du manuscrit d'Ipiq-Aya du Mythe d'Atrahasis. -1635 - British Museum BM78941 - Londres.

Le Mythe d'Atrahasis, dit aussi Mythe de l'Atrahasis ou Poème du Supersage, met en scène Atrahasis (de l'akkadien ḫaṭṭu ḫasīsu, « supersage ») ou Atram-hasis : un personnage de la mythologie mésopotamienne qui survit au déluge et obtient l'immortalité des dieux.
Après la création de l'univers, les dieux Anunnaki, dirigés par Anu, Enlil et Enki, dominent les sphères du ciel, de la terre et de l'apsu. Les Igigi, jeunes divinités travaillant pour eux, se révoltent contre Enlil à cause des lourdes tâches qui leur sont assignées. Face à leur mécontentement, Enlil panique, mais refuse leurs demandes, menant à une impasse au sein de l'assemblée divine. Enki propose alors de créer les humains pour soulager les Igigi de leur travail. Avec l'aide de Mami, ils façonnent l'humanité à partir du sang d'un dieu mineur et d'argile, offrant ainsi aux humains la vie et la mortalité.
Douze siècles plus tard, Enlil, agacé par le bruit et la croissance de la population humaine, décide de la réduire par des maladies et des famines, mais Enki intervient à chaque fois pour sauver l'humanité. Finalement, Enlil planifie un déluge afin d'éradiquer l'humanité. Enki, contournant son serment de silence, informe secrètement Atrahasis, premier roi humain, du plan d'Enlil et lui conseille de construire un bateau pour sauver sa famille et diverses provisions. Après le déluge, les dieux, affamés et regrettant la perte des sacrifices humains, sont réprimandés par Mami. Atrahasis et sa femme survivent, et Enki propose un nouvel ordre pour réguler la population humaine, limitant leur vie et instaurant la stérilité chez certaines femmes.

## Les sources et leurs traductions

### Un récit chaldéen de la Genèse

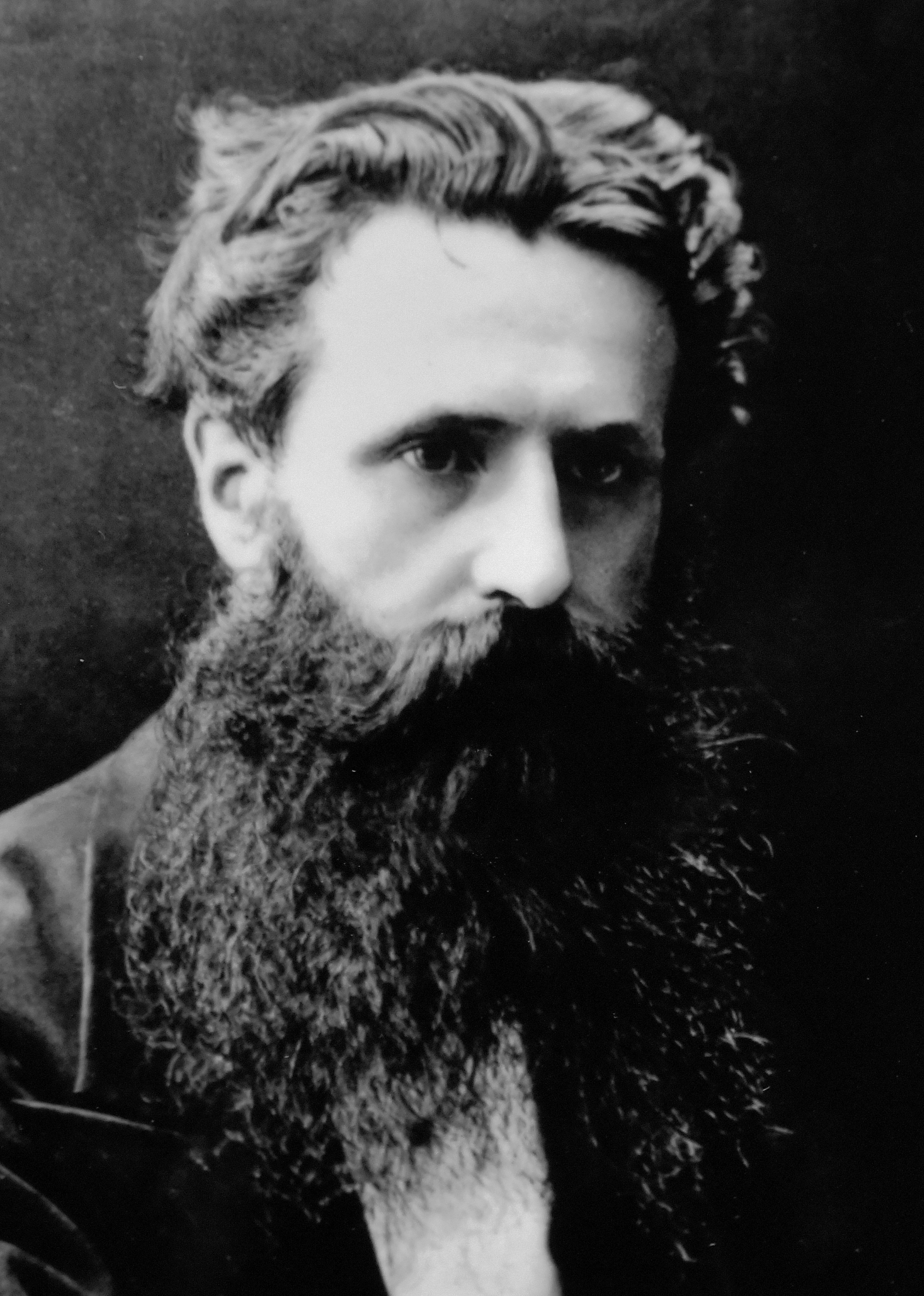
George Smith (1840-1876), assyriologue britannique autodidacte, découvre, traduit et publie, en 1876, les premières tablettes racontant l'histoire du déluge.

Au XIXe siècle, l'exploration de la Mésopotamie par les archéologues britanniques permet la découverte de nombreuses sculptures en relief, notamment à Kuyunjik  site de l'ancienne Ninive près de Mossoul. Parmi les trésors exhumés là-bas, une multitude de tablettes d'écriture cunéiforme fragmentées, dont certaines se rapportent à ce qu'il sera plus tard identifié au Mythe d'Atrahasis. Elles sont, pour la plupart, acheminées vers le British Museum où George Smith, un ex-graveur de billets de banque devenu archéologue autodidacte, se distingue rapidement par sa capacité d'en assembler et d'interpréter les fragments. Sa traduction de la version babylonienne du récit du Déluge, révélée au monde en 1872, ébranle la communauté de l'archéologie biblique et pose les fondements des études  comparatives entre les textes mésopotamiens et bibliques. Smith publie ensuite, en 1876, son ouvrage The Chaldean Account of Genesis qui comprend alors, à côté d'un extrait de l'Épopée de Gilgamesh, une partie du Mythe d'Atrahasis qu'il appelle alors « L'histoire d'Atarpi »,.
Depuis les découvertes de Smith au XIXe siècle, de nombreuses recherches à propos des récits du Déluge dans les traditions bibliques et mésopotamiennes sont menées. Elles se focalisent particulièrement sur l'histoire primordiale et des textes mythologiques clés tels que le Mythe d'Atrahasis et l’Épopée de Gilgamesh. D'autres fragments, la plupart dans les réserves de musées, qui se rapportent au Mythe d'Atrahasis sont découverts. En 1898, Jean-Vincent Scheil, un prêtre français, publie un fragment d'un mythe du déluge différent de celle de Smith : il date ce texte du règne d'Ammi-saduqa (1646 à 1626 av. J.-C.). La même année, Theophile Pinches copie un texte mythologique de la même période décrivant la création de l'homme. En 1899, le chercheur allemand Heinrich Zimmern rédige un article dans lequel il démontre que les travaux de Smith, Scheil et Pinches font partie du même mythe et d'une source unique : celle qui sera connue plus tard comme écrite par le scribe Ipiq-Aya. Il argumente que le nom du héros n'est pas Atarpi, mais bien Atra ou Atrahasis. Toutefois, l'ordre correct des fragments demeure indéterminé. Cette situation persistera pendant cinquante ans : à ce moment-là, les chercheurs explorent de nouveaux champs et le sujet du Déluge est alors estimé largement épuisé.

### Le temps de l'assemblage

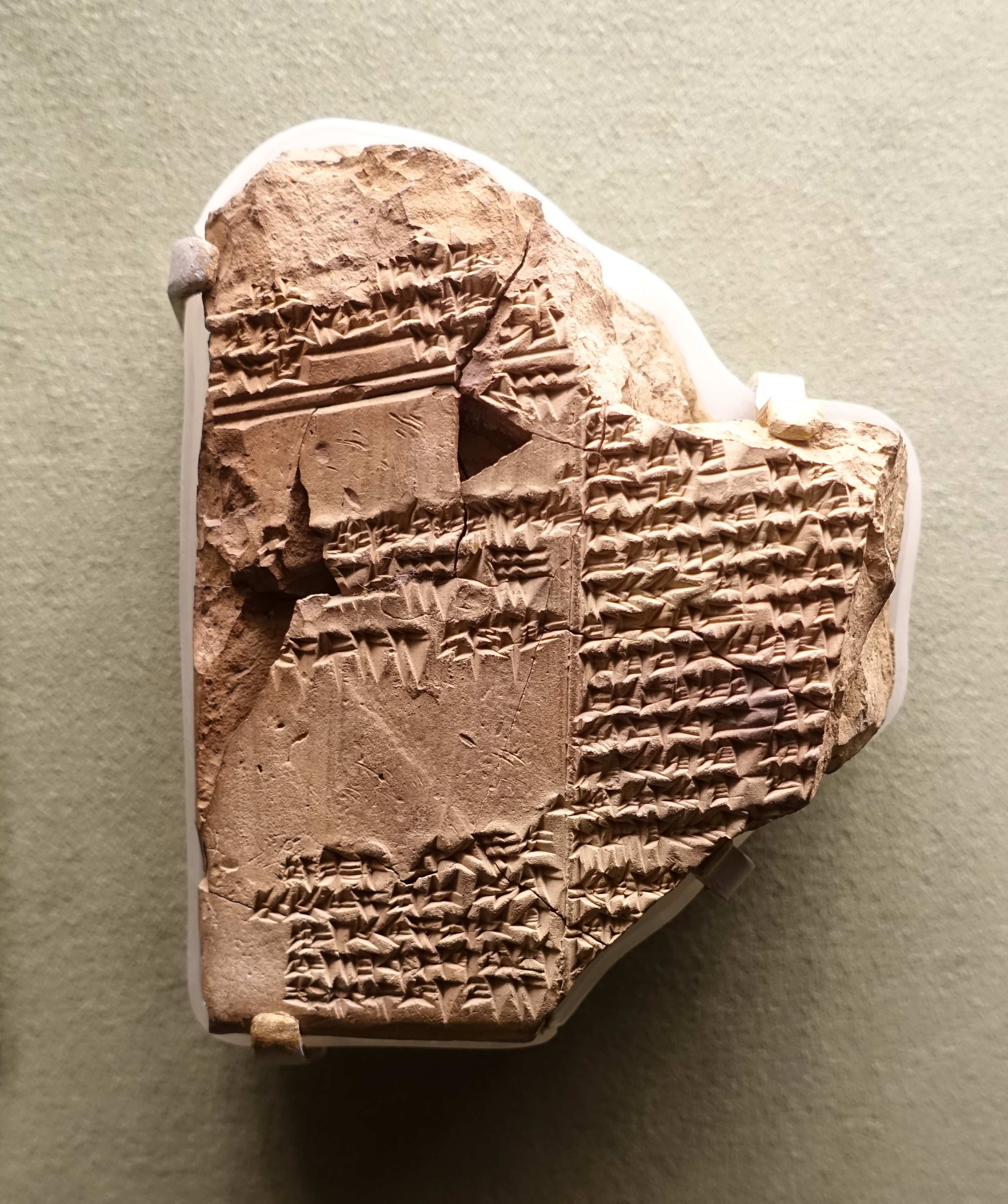
Fragment de la seconde tablette du manuscrit d'Ipiq-Aya du Mythe d'Atrahasis. -1635 - Morgan Library & Museum - MLC 1889 - New-York.

Ce n'est qu'en 1956 que l'assyriologue danois Jørgen Læssøe parvient à assembler d'autres fragments retrouvés entre-temps. Il établit explicitement qu'il s'agît d'une version ancienne de la Genèse, couvrant le récit primitif de l'homme depuis sa création jusqu'au Déluge et au début des temps historiques.
Dix ans après, en 1966, Wilfred George Lambert (en) explore davantage le sujet. Il publie le Mythe d'Atrahasis, à l'aide du manuscrit d'Ipiq-Aya, celui qui est le plus largement préservé. Il réalise sa traduction à l'aide d'autres fragments du poème de la même époque qu'il découvre presque tous conservés dans le British Museum de Londres  depuis 1889. Deux d'entre eux sont essentiellement des doubles de l'édition en trois tablettes. Avec ces découvertes, il est possible de restaurer environ deux tiers de l'œuvre. Une restitution plus complète est publiée en 1969, accompagnée d'analyses détaillées, d'une traduction et de notes critiques. Elle est l'œuvre de Lambert et Alan Millard (en) connue sous le titre de « Atrahasis: The Babylonian Story of the Flood »,,. En 1989, l'assyriologue Jean Bottéro fait le même travail de traduction en français.
Le manuscrit d'Ipiq-Aya, rédigé à Sippar, est daté par son scribe vers 1635 av. J.-C. lors de la période paléo-babylonienne. Il contenait à l'origine 1 256 lignes dont environ 60 % en tout sont conservés. Les fragments qui la composent  sont organisés en trois tablettes de huit sections, réparties équitablement entre les deux faces. Aujourd'hui, les première et troisième tablettes du manuscrit d'Ipiq-Aya sont conservées au British Museum, une partie de la troisième tablette est conservée au Musée d'art et d'Histoire de Genéve,. La seconde tablette est conservée au Musée Morgan Library and Museum à New-York et une copie de cette dernière au Musée archéologique d'Istanbul.
Deux autres fragments paléo-babyloniens du Mythe d'Atra-Hasis datant de la fin du XVIIe siècle av. J.-C. ont été découverts et publiés en 1991, tous deux confirment la version de Lambert et Millard. Moins bien conservés, ils contiennent le même texte que les fragments secondaires utilisés par les deux assyriologues, à l'exception de l'omission, probablement par inadvertance, de six lignes dans l'un d'eux. En 1993, une nouvelle reconstruction du poème babylonien à partir de ces nouvelles tablettes est récrite et publiée en 1996 par Benjamin R. Foster,.
Il reste par ailleurs les morceaux de divers autres manuscrits mésopotamiens traduits jusqu'en 2014 datant de diverses époques jusqu'à l'Empire néo-babylonien (626 - 539 av. J.-C.) et qui racontent des versions très semblables à celles de Sippar. Notamment, une courte version du mythe datant de la Dynastie kassite de Babylone (1500 - 1000 av. J.-C.) trouvé à Ougarit sur la côte syrienne et traduite en 2007. Une version probablement plus ancienne d'un siècle que celle d'Ipiq-Aya— mais, c'est contesté — qui en diverge légèrement et où le dieu au nom sumérien d'Enki porte son nom akkadien Ea, provenant de Larsa est traduite par Andrew R. George en 2009,.

### Un vers discuté
Le premier vers du Mythe d'Atrahasis est l'objet d'un débat long et complexe. Il commence par l'interprétation initiale de W. G. Lambert en 1969, qui voit dans ce vers une expression de la condition laborieuse des dieux, comparée à celle des humains. Ce premier vers, selon Lambert, établit une analogie entre les dieux et les hommes en termes de labeur, où les dieux sont décrits comme subissant les mêmes peines que les humains.
When the gods like men

Bore the work and suffered the toil
 (« Quand les dieux comme les hommes Supportaient le travail et souffraient le labeur » en anglais)
Cependant, cette interprétation est remise en question par Wolfram von Soden, pour qui ce vers ne devrait pas être compris comme une comparaison. Selon lui, celui-ci indique que les dieux, comme des humains, subissaient la pénibilité du travail, mais cela ne sous-entend pas forcément qu'ils étaient comparables aux hommes dans leurs souffrances.
Als die Götter (auch noch) Mensch waren, trugen sie …
 (« Lorsque les dieux étaient (également) homme, ils portaient… » en allemand)
De 1969 à 1971, le débat académique est marqué par des échanges, dans les revues spécialisées, entre ces deux assyriologues, chacun défendant vigoureusement son point de vue. En 1978, Brigitte Groneberg, alors élève de von Soden, propose « Was immer auch die Menschen tun, ist wie Wind » traduit par Marie-Joseph Seux en « Lorsque les dieux étaient comme l’homme ». En 1989, Jean Bottéro propose dans son fameux recueil de textes mythologiques « Lorsque les dieux (faisaient) l’homme ». En 2004, Sergey Loesov, professeur de langues sémitiques à la lumière du débat entre von Soden et Lambert, propose un « Lorsque les dieux – à la place de l’homme – Accomplissaient le labeur,… ». En 2014, Nele Ziegler, sur base d'une comparaison écrite dans une lettre envoyée au roi Zimri-Lim de Mari par son devin, propose de traduire les 2 premiers vers « Lorsque les dieux comme l'homme accomplissaient le labeur, transportaient le panier à briques … »,.
Ce débat, aujourd'hui en suspens et sans consensus véritable, illustre bien la complexité de l'interprétation des textes anciens et les nuances significatives que peuvent impliquer les choix de traduction, affectant la compréhension des mythes anciens et, par extension, notre perception de ces cultures antiques.

### Le scribe du Mythe d'Atrahasis
Le manuscrit du scribe Ipiq-Aya est l'exemplaire le plus complet du Mythe d'Atrahasis : il a été acquis, pour sa plus grande partie, par l'égyptologue et orientaliste anglais Wallis Budge en Mésopotamie en 1889. Il était alors en mission pour le British Museum afin d'enquêter sur l'apparition soudaine des tablettes cunéiformes sur le marché international de l'art,.  Écrit à Sippar, Ce manuscrit est daté par son scribe et devrait dater de 1635 av. J.-C. lors de la période paléo-babylonienne.
Au moment de l'écriture du Mythe d'Atrahasis, Ipiq-Aya semble être un « jeune scribe » — ou un apprenti —, servant sous Ammi-saduqa (1646 à 1626 av. J.-C.), le monarque de Babylone, à une époque où Sippar est un centre cultuel et éducatif majeur. À la fin de chacune des trois tablettes, se trouve le colophon : « Tablette numéro n de Lorsque les dieux faisaient l'homme. Le nombre de lignes est de n. Main de Ipiq-aya l'apprenti-scribe. Date. ». La première tablette est datée du 21 du premier mois de la douzième année du roi Ammi-zaduqa (1634 av. J.-C.), la deuxième tablette est la plus ancienne, elle est datée du 28 de la onzième année (1635 av. J.-C.) et la troisième, du mois 2 de la douzième année (1635 av. J.-C.). Il est probable que le jeune scribe ait commencé dans l'ordre, mais ayant terminé la seconde tablette, lui ou son maître estimant que la première était à refaire, il n'a écrit la première qu'après la dernière tablette.
Le premier caractère de son nom n'est pas univoque et sa prononciation a longtemps été discutée entre les chercheurs : chacun défendant des propositions comme « Ellet », « Ku », « Kasap » ou « Nur ». Cependant, le nom d'Ipiq-Aya semble aujourd'hui faire consensus. On retrouve par ailleurs le même nom dans une orthographe moins ambiguë à propos d'un autre membre de sa famille,,.
La particularité d'Ipiq-Aya réside dans le fait qu'il est parvenu à s'établir comme secrétaire compétent, jouissant d'un réseau familial influent, ce qui lui a probablement permis d'accéder à des postes prestigieux au sein de la cour. Il se distingue de ses contemporains pour avoir signé sa propre copie du Mythe de l'Atrahasis. Ipiq-Aya, est probablement formé à Sippar. Il est destiné à rejoindre les rangs de ses nombreux collègues comme spécialiste capable de rédiger des documents légaux et d'observer les accords en cours de réalisation, comme en témoignent les documents légaux de l'époque. Son éducation, centrée sur la lecture et l'écriture, ne le distinguait pas uniquement comme membre d'une minorité éduquée, mais également en qualité d'individu ayant accès à un savoir plus large que de simples textes administratifs ou légaux,,.
Ipiq-Aya, fils de Sin-nasir, appartient à une famille de scribes ayant une forte dévotion pour le dieu Enki. Celle-ci est impliquée dans le commerce, notamment de laine. Plusieurs de ses membres occupent des postes de juges ou d'autres positions élevées dans la société de Sippar. Ipiq-Aya lui-même, après avoir été formé comme scribe, a contribué à la tradition littéraire en copiant des œuvres importantes telles que le Mythe d'Atrahasis. Le sceau d'Ipiq-Aya, ainsi que ceux d'autres membres de sa famille, révèle leur piété personnelle et leur dévotion aux divinités mésopotamiennes, en particulier à Enki/Ea. La famille d'Ipiq-Aya était donc non seulement bien intégrée dans les structures scribales et juridiques de leur époque, mais aussi profondément enracinée dans les pratiques cultuelles et les croyances religieuses de leur société.
Pour l'historienne Stephanie Dalley, Ipiq-Aya ressemble davantage à un scribe spécialisé dans les récits ancestraux. Mais, même si l'étendue de son apport original reste indéterminable, sa position sociale doit être élevée. La chercheuse compare la position sociale d'Ipiq-Aya à celle d'Enheduana, la fille de Sargon d'Akkad (2390-2335 av. J.-C.). Plus connue des historiens, celle-ci occupe la fonction de grande prêtresse du dieu Nanna (ou Sîn), la plus prestigieuse du temple d'Ur ; elle est établie comme l'auteure des Hymnes aux temples en sumérien. À Sippar, célèbre pour le culte de Shamash, à cette époque paléo-babylonienne, Ipiq-Aya pourrait avoir composé cette version du Mythe d'Atrahasis comme prêtre afin d'entre autres expliquer la tradition de stérilité pratiquée parmi les prêtresses nobles du temple.

### Les autres versions du déluge
Il existe aussi d'autres versions, découvertes dans la Bibliothèque d'Assurbanipal : notamment celle qui constitue la XIe tablette de l'Épopée de Gilgamesh et une version sumérienne appelée Genèse d'Éridu toutes deux créées peu après le Mythe d'Atrahasis. Une troisième version de Bérose écrite vers 300 av. J.-C., aujourd'hui disparue, est connue par le résumé d'Alexandre Polyhistor un grammairien et historien romain vivant un siècle avant notre ère. Abydène auteur d'une histoire perdue des Assyriens et des Babyloniens écrit également un résumé deux siècles après celui de Polyhistor. Bien qu'introduisant des variations notables dans le style et le lexique, toutes s'inspirent étroitement du Mythe d'Atrahasis. En 1989, ces trois versions sont traduites en français par Jean Bottéro, celle de Bérose étant faite par le résumé d'Alexandre Polyhistor.

## Le mythe et son siècle
Apparemment, les origines du Mythe d'Atrahasis pourraient être plus anciennes que le manuscrit d'Ipiq-Aya : le thème du déluge, arme dévastatrice et symbole de colère divine, est déjà connu pendant la Dynastie d'Isin et même durant la Troisième dynastie d'Ur. Mais, le Mythe d'Atrahasis, même composé à partir de thèmes déjà connus précédemment reste, en tant que récit, une création paléo-babylonienne qui s'insère dans une mouvance créatrice et culturelle très florissante : ce que Benjamin Foster identifie comme la période « classique » de la littérature babylonienne.
Le Mythe d'Atrahasis reflète les dynamiques et les tensions qui semblent également apparaître au sein de la société babylonienne, notamment la division du travail entre les dieux et la création de l'humanité destinée à alléger leur fardeau. Le conflit entre Enlil, le souverain divin de la Terre, et Enki, le dieu bienveillant des eaux souterraines, illustre les dilemmes moraux et les luttes de pouvoir qui résonnent avec les expériences humaines.
Cette époque se caractérise par une expansion significative de la littérature narrative en akkadien, marquée par une créativité et une originalité remarquables dans les genres littéraires. Le passage de la composition en sumérien à l'akkadien, langue vernaculaire, a permis une plus grande liberté d'expression tout en s'appuyant sur les paradigmes classiques, donnant naissance à des œuvres comme l'Épopée de Gilgamesh et le Mythe d'Atrahasis. Celles-ci explorent la fragilité de la condition humaine et l'arbitraire de la destinée, dans un monde dans lequel ni justice ni moralité n'assurent la réussite ou la grâce divine.
Durant cette période paléo-babylonienne, les rois se voient en bergers de leur peuple, symbolisant protection et justice. Pourtant, cette époque révèle aussi l'humain face à l'adversité, seul contre les caprices du destin. La littérature, riche et diverse, oscille entre satire et émotion, plus orientée vers le passé, explore la quête héroïque vouée à l'oubli et la lutte contre les maux de l'existence.
Le Mythe d'Atrahasis est le plus grand poème narratif de cette période classique encore lisible de nos jours. Il propose une vision de la création de l'humanité, du déluge et de l'origine de la naissance, du mariage, de la procréation et de la mort, thèmes qui s'intègrent dans une trame cohérente du récit. Créée pour servir les dieux, l'humanité devait se reproduire par la naissance. Face à une population humaine devenue trop nombreuse, le déluge est envisagé comme un moyen de contrôle démographique. Devant l'extrémité de cette solution, le contrôle de la population est assuré en limitant le mariage et la procréation à certains groupes et en imposant la mortalité à tous.

## Les personnages du mythe

### Atrahasis
Atrahasis, dont le nom signifie « Supersage », est également connu sous les noms d'Uta-Napishtim dans l'Épopée de  Gilgamesh, signifiant « Il a trouvé la vie ». Son équivalent sumérien de la Genèse d'Eridu, Ziusudra, reflète l'akkadien Ut-napishtim avec des nuances similaires, notamment l'épithète « le lointain ». Bérose, dans ses écrits, utilise le nom Xisuthros pour le survivant du Déluge, une probable adaptation phonétique de Ziusudra.
Dans les trois mythes de la période paléo-babylonienne à propos du déluge, les trois figures, Ziusudra, Uta-Napishtim et Atrahasis, émergent comme des sauveurs de l'humanité. Chacun, dans son récit respectif, joue un rôle crucial non seulement en survivant au déluge, mais également en posant les fondations de l'ordre humain post-diluvien. À travers leurs interactions avec les dieux et leur héritage de savoir pré-diluvien, ils s'érigent en rois de l'humanité. En servant de guides pour la nouvelle humanité mortelle, Atrahasis semble, en dépit des lacunes du manuscrit, incarner le premier monarque immortel et retiré de cette ère renouvelée,.
Ziusudra, dans la tradition sumérienne, est directement lié à la royauté comme fils de Shuruppak roi éponyme de sa capitale (l'actuel Tell Fara dans le centre du pays), qui, dans la Liste Royale Sumérienne, est le dernier souverain antédiluvien. Son titre de « Lugal » (« roi » en sumérien) et son action de mener des rites sacrificiels après le déluge l'inscrivent fermement dans le rôle de médiateur entre les dieux et les hommes, une fonction essentielle du roi mésopotamien. Son lien avec Enki, bien que non explicité à cause d'une possible lacune dans les tablettes, est suggéré par le modèle des sacrifices qu'il offre aux dieux à la fin du mythe. Cette pratique, que le roi transmet aux hommes, renforce son rôle de médiateur.
Uta-Napishtim, immortalisé dans l'Épopée de Gilgamesh, bien que n'étant pas roi, joue un rôle semblable à celui d'un souverain-sage en transmettant la sagesse antédiluvienne à Gilgamesh, seul roi possible de l'épopée (Gilgamesh est déjà le roi mortel d'Uruk, dans le récit). La rencontre d'Uta-Napishtim avec Enki, qui lui conseille de construire un bateau pour survivre au déluge, réitère le thème de la guidance divine essentielle à enseigner la royauté à Gilgamesh. Sa capacité à effectuer des sacrifices post-déluge réaffirme également sa stature de transmetteur des rites ancestraux.
Atrahasis, sans titre royal explicite, sans doute à cause d'une lacune dans le manuscrit, partage avec Gilgamesh l'exhortation d'Enki, symbolisant sa connexion profonde avec le divin. L'action sacrificielle qu'il mène, bien que mentionnée avec ambiguïté due aux lacunes des tablettes, le positionne dans la continuité des fonctions royales de médiation et de préservation,.
L'analyse des rôles de ces trois personnages démontre que chacun remplit trois des quatre critères identifiant un roi dans la tradition mésopotamienne : la relation avec les dieux, la détention de la sagesse ancestrale, la transmission de rites sacrificiels et, pour Ziusudra, le port du titre de roi.
En considérant la convergence des attributs royaux chez Atrahasis, Ziusudra et Uta-Napishtim, il apparaît qu'Atrahasis peut être vu comme le prototype du roi  de la nouvelle humanité mortelle post-diluvienne— ou du transmetteur de la royauté à celle-ci. Il assure la continuité de la vie et la transmission des connaissances et des lois divines aux générations futures. Comme pour les deux autres personnages, sa survie au déluge l'établit comme une figure royale et sacerdotale, médiateur entre le divin et l'humain, entre le temps mythique, éternel, et le temps historique,.

### Enki/Ea
Dieu des eaux douces souterraines (l'Apsû) Enki (Ea en akkadien) commence à vivre dans les eaux d'Apsû avant même que les êtres humains voient le jour. Sa femme Ninhursag, sa mère Nammu et une variété de créatures subordonnées y résident également. Son principal sanctuaire est l'Eabsû (maison de l'Absû).
Patron des arts et des techniques, il est le dieu civilisateur et ordonnateur du Monde. Il est le maître des « Me » qu'il garde dans sa ville d'Eridu. C'est, d'ailleurs, Inanna qui, dans le mythe d'Inanna et Enki, lui en dérobe une partie. Il est également le créateur et le protecteur des hommes ; il les avertit de l'arrivée prochaine du Déluge et leur permet de s'en préserver sans trahir l'assemblée des dieux. Il instruit les hommes, par l'intermédiaire des apkallu et d'Adapa. Ingénieux et intelligent, il se rend indispensable aux autres dieux par la résolution des problèmes les plus ardus : dans Nergal et Ereshkigal, il aide Nergal à réparer l'affront dont ce dernier s'est rendu coupable auprès d'Ereshkigal, dans l’Épopée de la Création, il sauve les jeunes dieux de la colère de l'Absû, ressuscite Inanna dans la Descente d'Inanna aux Enfers et, dans le cas présent, trouve des moyens détournés pour sauver l'humanité des caprices d'Enlil (voir supra, rubrique « Enlil »). Tous ces actes font qu'Enki se révèle ordinairement comme le protecteur des hommes, alors que la tradition fait des autres dieux la source des problèmes qui affligent les humains,.

### Enlil
Enlil, ou Ellil en akkadien, se distingue comme une figure prééminente dans le panthéon mésopotamien. Les textes sumériens le louent pour son éclat, si intense que les autres dieux ne peuvent le fixer. Fils d'An et frère d'Aruru, il diffère d'Enki, bien qu'il partage des ancêtres communs avec lui, Enki et Ninki. Ninlil, appelée aussi Sud, est sa partenaire.
Ses descendants directs comprennent des divinités majeures, mais Enlil est surtout connu pour son sanctuaire principal, le temple E-kur à Nippur. Il symbolise le « Grand Mont » et exerce une souveraineté au-delà de Sumer, potentiellement liée aux monts Zagros. Représenté comme un roi et créateur, ses attributs varient du « Taureau indompté » (Ellil est associé astrologiquement à la constellation du Bouvier) à la « Tempête déchaînée », et il est parfois vu sous un jour inhabituel de commerçant. Son culte, étendu jusqu'à la période kassite à Dûr-Kurigalzu, démontre son importance durable dans la culture mésopotamienne.
Dans le Mythe d'Atrahasis, Enlil est pourtant présenté comme un personnage assez complexe, oscillant entre la surprise, la confusion, et par moments, la peur. Il semble prendre des décisions précipitées et peu judicieuses lorsqu'il est confronté à des situations d'urgence comme le montre son réveil en urgence par son serviteur Nuska et sa réaction affolée face à la révolte des dieux inférieurs. Cette représentation d'Enlil contraste fortement avec celle d'Enki, décrit comme le sage des sages, résidant dans son Apsû souterrain et agissant comme un grand conseiller. Enki apparaît plus réfléchi et raisonnable, notamment dans sa gestion des conflits, illustrant une divergence marquée entre les deux divinités dans leur approche du pouvoir et de la sagesse.
Enlil, le roi des dieux et des hommes, semble être dépeint avec une touche d'ironie, soulignant sa tendance à l'impulsivité et à la brutalité, ainsi qu'une certaine timidité face aux décisions cruciales. Cette caractérisation peut être interprétée comme une critique de la figure royale, voire du pouvoir monarchique lui-même, mettant en avant les défauts et les faiblesses d'un souverain irréfléchi. En contrastant Enlil avec Anu, qui propose d'écouter et de comprendre les revendications des révoltés avant de prendre une décision, le récit suggère une préférence pour une approche plus mesurée et rationnelle du leadership.
En somme, le mythe d'Atrahasis propose une vision critique d'Enlil, le montrant comme un dirigeant impulsif, capricieux et imbu de lui-même. Il est parfois dépassé par les événements, à l'opposé d'Enki, présenté comme un conseiller sage et réfléchi, capable de naviguer avec prudence dans les eaux tumultueuses de la cosmologie mésopotamienne. Cette opposition souligne l'importance de la sagesse, de la prudence, et de l'écoute dans l'exercice du pouvoir, des qualités incarnées par Enki plutôt que par Enlil.

### Anu
An ou Anu est la divinité suprême du ciel dans la mythologie mésopotamienne. Ce dieu en connu sous le nom d'An en sumérien et d'Anu en akkadien. Membre de la première génération des dieux, Anu est traditionnellement considéré comme une figure d'autorité, un décideur et un géniteur, allouant des fonctions et augmentant le statut d'autres dieux. Sur Terre, il confère la royauté et ses décisions sont irrévocables.
Bien qu'Anu ait partagé ou cédé certaines de ses fonctions à Enlil et plus tard à Marduk qui ont pris de l'importance, il a maintenu son caractère essentiel et son statut élevé. Les dieux élevés à la position de leader reçoivent le « pouvoir d'Anu ». Parfois crédité de la création de l'univers, Anu habite le plus haut des trois niveaux célestes.
La généalogie divine place Anu comme le fils d'Anshar et Kishar, avec différentes déesses comme consorts à travers les époques. Anu, souvent appelé « père des dieux », voit de nombreuses divinités décrites comme ses enfants. Il préside les Anunnaki et crée divers démons.
Ses cultes se trouvent dans diverses villes à travers l'histoire mésopotamienne, en particulier à Uruk où il est vénéré avec Inanna. Bien qu'initialement vénéré comme une divinité éloignée des affaires humaines, le culte d'Anu connaît une renaissance à Uruk au Ve siècle av. J.-C..
Anu est attesté dès le milieu du  IIIe millénaire av. J.-C. et il figure dans les inscriptions royales et les hymnes. Son rôle de roi et père des dieux est représenté dans de nombreux textes mythologiques. Il fait aussi partie intégrante de l'histoire divine du partage de l'univers et de la lutte contre Tiamat, illustrant ainsi son influence durable malgré l'ascension d'autres divinités.

### Anunnaki et Igigi
Les Anunnaki et les Igigi sont deux catégories de divinités dans la mythologie mésopotamienne, présentes dans les traditions sumériennes et babylonienne-akkadiennes depuis au moins 2500 av. J.-C. jusqu'à environ 200 av. J.-C.,,.
Les Anunnaki sont initialement connus dans les mythes mésopotamiens de genèse, ce sont les dieux du ciel autour d'Anu. Leur nom, qui signifie probablement « progéniture princière », était initialement utilisé dans les textes sumériens comme un terme générique pour les dieux, notamment ceux de la première génération sans noms individuels. Ils sont souvent étroitement associés aux Igigi, bien que dans les périodes babyloniennes moyennes, les Igigi désignent plutôt les dieux du ciel, tandis que les Anunnaki sont également considérés dans d'autres mythes comme des divinités chthoniennes (relatives à la terre), les Anunnaki deviennent plus tard connus comme les sept juges redoutables du Kur (autre nom pour les Enfers), répondant à leur déesse Ereshkigal. Ils sont responsables de prononcer des sentences de mort, y compris celle de la déesse Inanna. Les chercheurs ignorent encore les circonstances de leur passage du ciel à la terre et aux Enfers,,.
Le nom « Igigi » est introduit pendant la période babylonienne moyenne pour désigner les dix « grands dieux ». Le terme Igigi désigne généralement les dieux du ciel à partir de la fin de la période de la Dynastie kassite de Babylone (XIIe siècle av. J.-C.). Dans l'Épopée de la Création, de la même période, il est mentionné qu'il existe 300 Igigi du ciel. Les Igigi représentent un groupe de jeunes dieux célestes dans le panthéon dirigé par Enlil. Ils sont souvent mentionnés en conjonction avec les Anunnaki, reflétant la diversité et la hiérarchie complexe des divinités dans la mythologie mésopotamienne,.
Dans le récit d'Atrahasis, les Igigi, fatigués de leur labeur imposé par les Anunnaki, se révoltent, conduisant à la création de l'homme par Enki (Ea) pour prendre en charge les travaux à leur place. Cette dynamique entre Anunnaki et Igigi illustre les relations de pouvoir et de travail au sein du panthéon mésopotamien, ainsi que le rôle des divinités dans l'ordre cosmique et social,,.

## Le récit d'Atrahasis

### Avant l'homme
Les dieux majeurs dits « Anunnaki » se partageant les trois sphères principales du monde : le ciel dirigé par Anu, la terre dirigée par Enlil et l'Apsu (les eaux souterraines) par Enki. Au service de ceux-ci, les jeunes dieux — les « Igigi » — plus nombreux, se rebellent contre leur père, Enlil. Ils sont mécontents du labeur difficile qu'Enlil leur impose, les obligeant à creuser des canaux et à accomplir d'autres travaux agricoles afin de subvenir aux besoins quotidiens des dieux. Un chef se distingue d'entre eux, leur parle et les incite à la révolte. Ils se rendent ensuite au temple d'Enlil pour confronter Enlil et réclamer l'égalité avec les Anunnaki.
« Le preux souverain des dieux,

Venez, allons le tirer de chez lui

Enlil (le preux), le souverain des dieux,

Venez, allons le tirer de chez lui !

Or ça ! Proclamez donc la guerre :

Ajoutons la bataille au combat ».

Les dieux ouïrent son appel

Et brûlèrent leur outillage,

Jetèrent au feu leurs houes,

Et leurs hottes dans les flammes.

Attroupés, ils s’en furent ensuite

À la porte du sanctuaire d'Enlil-le-preux.
— Ipiq-Aya, Mythe d'Atra-Hasis, Sippar - 1635 av. J.-C. Traduction de J. Bottéro et S.N. Kramer .
Le dieu suprême de la terre, pris de panique en apprenant que les dieux sont à sa porte, se cache derrière son ministre, le suppliant de le protéger. Quelque temps après, lorsque l'Assemblée se réunit pour discuter du problème et que le danger est écarté, la panique d'Enlil se transforme en désir de vengeance : il exige la mort du chef des rebelles. Cependant, Anu et l'Assemblée s'opposent à ce projet et admettent que les dieux rebelles ont des raisons valables de s'insurger. L'Assemblée se trouve alors dans une impasse.
Il s'adressa à Anu-le-Preux :

« Altesse, avec toi, dans le ciel

Altesse, avec toi, dans le ciel

Garde ton autorité et fais-en usage :

Vendant que les Anunnaki siègent en ta présence,

Fais comparaître un (de ces) dieu(x)

Et qu’on le voue au châtiment suprême

Mais Anu ouvrit la bouche

Et s’adressa aux dieux, ses frères :

« Pourquoi les incriminerions-nous ?

Lourde était leur corvée, infini leur labeur

Chaque jour [...].

Leur cri d ’appel était chose grave :

Nous (les) avons ouï vociférer…
— Anonyme, Mythe d'Atra-Hasis, Ninive - Ier millénaire av. J.-C. Traduction de J. Bottéro et S.N. Kramer .
C'est à ce moment-là que le sage dieu Enki (Éa), le héros de cette histoire, trouve une solution. Il propose de créer l'humanité afin que celle-ci puisse prendre en charge les tâches laborieuses et pourvoir aux besoins des dieux et leur permettre ensuite d'encore vivre dans le confort.
Mais, il y a un remède à cela :

Puisque Bêlet-ilî, la Matrice, est ici,

Qu’elle fabrique un prototype-d’homme :

C’est lui qui portera le joug des dieux

Qui portera le joug des Igigi :

C’est l’Homme qui sera chargé de leur labeur…
— Anonyme, Mythe d'Atra-Hasis, Sippar - vers 1635 av. J.-C. Traduction de J. Bottéro et S.N. Kramer .
Les autres dieux sont enchantés par cette idée, et Enlil, finalement d'accord, ordonne la création de l'humanité. Enki, également le dieu des artisans, fait appel à la déesse mère Mami, et ensemble, ils entreprennent de créer l'humanité. Ils utilisent de l'argile mélangée à la chair et au sang d'un dieu mineur appelé Wé, sans doute le chef des Igigi rebelles, pour façonner quatorze figurines d'hommes et de femmes. Enki remet ces figurines à Mami, qui leur insuffle la vie grâce à ses talents spéciaux de déesse de la naissance et de l'accouchement. En s'appuyant sur quatorze « mères utérus » et déesses de la naissance, et sur diverses techniques médicales mésopotamiennes de l'accouchement, les figurines sont animées.
À sa chair et son sang,

Nintu mélangera de l’argile :

Ainsi seront associés du dieu et de l’homme,

Réunis en l’argile,

Et, désormais, nous serons de loisir (?) !

De par la chair du dieu

Il y aura, aussi, dans l’Homme, un « esprit »,

Qui le démontrera toujours vivant après sa mort.

Cet « esprit » sera là pour le garder de l’oubli
— Ipiq-Aya, Mythe d'Atra-Hasis, Sippar - 1635 av. J.-C. Traduction de J. Bottéro et S.N. Kramer .
La mise à mort de Wé se fait par un rituel très élaboré d'ablutions et de soins. L'utilisation de sa chair et de son sang résout le mystère de la vie chez l'homme. L'argile, quant à lui, assure sa matérialité et sa mort face aux maladies et aux calamités. Le « battement de tambour » qui anime l'homme vivant est expliqué comme le signe de la présence de ce dieu en l'humanité. La chair du dieu confère également l'esprit à l'homme,.

### L'humanité
Environ douze cents ans après la création de l'humanité, Enlil retombe dans ses travers insensés et égoïstes. Bien que les hommes réalisent au mieux les plans de leurs créateurs, leur assurant une existence insouciante et confortable, Enlil se plaint du bruit causé par le bruit du labeur des hommes et de la croissance importante de ceux-ci. Perturbé dans son sommeil, il décide de réduire leur population. Il tente d'abord d'utiliser la maladie et ordonne au dieu de la peste d'attaquer l'humanité. Cependant, Enki éprouve de la compassion pour sa création, les humains. Il conseille, à l'insu d'Enlil, à son principal dévot, son interlocuteur préféré sur Terre, Atrahasis, de ne faire de sacrifices alimentaires qu'au dieu de la peste. Celui-ci, gêné par tant d'attention, cesse immédiatement son attaque.
« Or, il y avait un certain Supersage,

Dévot d'Enki, et fort habile,

Qui pouvait s’entretenir avec son dieu,

Lequel le prenait volontiers pour interlocuteur !

Supersage ouvrit donc la bouche

Et s’adressa à son seigneur :

« Combien de temps cette Epidémie durera-t-elle ?

Nous imposera-t-on jusqu’au bout cette Peste ? »
— Ipiq-Aya, Mythe d'Atra-Hasis, Sippar - 1635 av. J.-C. Traduction de J. Bottéro et S.N. Kramer .
Face à l'échec de ce plan, Enlil exige ensuite auprès d'Adad de retenir la pluie de tomber et aux autres dieux de provoquer la famine. Une fois de plus, Enki intervient en faveur de l'humanité souffrante. Il donne à Atrahasis le même conseil de ne faire de sacrifices qu'au dieu qui les martyrisent. De plus, il envoie ses Lahmu, monstres marins, apporter du poisson aux hommes afin de remplacer les plantes et les viandes manquant à leur alimentation. Ceci, contrecarrant  une fois de plus les plans d'Enlil. Finalement, voyant que la population humaine continue d'augmenter, Enlil réalise avec colère qu'il est berné et projette l'éradication de l'humanité à l'aide d'un déluge. Pour éviter toute autre ruse et malgré les plaidoiries d'Enki en faveur de l'humanité, Enlil obtient des engagements de tous les dieux. Il acquiert, en particulier, celui d'Enki, de ne pas aider l'humanité et de renoncer à révéler ses plans contre l'humanité. Cependant, le rusé dieu Enki réussit de nouveau à tromper Enlil en contournant rapidement son engagement. Il révèle à Atrahasis l'intention d'Enlil de détruire l'humanité par un grand déluge. Mais, il le fait par un rêve et en lui parlant à travers le mur d'une hutte de roseaux, ce sont donc les roseaux et non Enki qui transmettent le secret à Atrahasis.
« Et Enki, ayant ouvert la bouche,

S’adressa à son serviteur :

« Tu veux comprendre ce songe, dis-tu.

Eh bien ! Retiens exactement

Le message que je te délivre :

“ Paroi ! Écoute-moi bien !

Retiens tout ce que je dis, palissade !

Jette à bas ta maison, pour te construire un bateau !

Détourne-toi de tes biens,

Pour te sauver la vie !

Le bateau que tu dois construire

[...]

Toiture-le, pour que, comme de l'Apsû,

Le soleil n’en voie pas l'intérieur !

Il sera clos de tous côtés,

Et, son équipement devra être solide,

Son calfatage épais et résistant !
— Ipiq-Aya, Mythe d'Atra-Hasis, Sippar - 1635 av. J.-C. Traduction de J. Bottéro et S.N. Kramer
.
Afin de survivre au déluge, suivant les conseils d'Enki, Atrahasis construit un immense bateau et y abrite son épouse ainsi que de nombreuses provisions. Pendant le déluge, tous les dieux, y compris Mami, « reine des dieux », comme elle est nommée après la création de l'humanité, sont bouleversés par l'hécatombe. Mais, ils le sont aussi par la perte des sacrifices alimentaires de la part de l'humanité. Après le déluge, ils s'assoient dans la poussière et donnent à Enlil une sévère réprimande. Mami dénonce son acte stupide et brutal. Cependant, Atrahasis et sa femme survivent au cataclysme et, dès qu'ils débarquent du bateau, le héros fait immédiatement des sacrifices aux dieux affamés et assoiffés. Ceux-ci volent « comme des mouches » autour de la fumée des offrandes. Enlil arrive ensuite sur les lieux et fulmine de découvrir qu'Enki l'a encore dupé. À ce moment-là, Nintu, la déesse mère, intervient et suggère qu'Enlil ne devrait pas recevoir de sacrifice et Enki lui-même condamne le caractère insensé des actes du dieu suprême et les problèmes que celui-ci cause à tous.
« Ninytu se mit debout

Et, devant tous, se complaignit :

« D’où nous arrive Anu, notre chef ?

Et Enlil ? Il a donc participé au banquet,

Lui qui, inconsidérément, avait décidé le Déluge

Et voué les hommes à cette hécatombe,

Tandis que vous autres preniez avec lui

Une pareille décision finale ?

À présent, les visages des hommes

Ont disparu dans les ténèbres ! »
— Ipiq-Aya, Mythe d'Atra-Hasis, Sippar - 1635 av. J.-C. Traduction de J. Bottéro et S.N. Kramer .
Après le déluge, les dieux comprennent l’utilité et la valeur que l’humanité représente pour eux. Cependant, le problème du bruit humain reste entier. En assemblée des dieux, la déesse mère propose d’introduire la stérilité des femmes et des prêtresses, les tabous du mariage, la mortinatalité et la mortalité infantile. La plus grande refonte des règles de la vie humaine réside dans l'établissement de la mort naturelle. C'est Enki qui commande à la déesse mère : « [Toi,] ô déesse mère, faiseuse de destin, [attribue la mort] au peuple ! » faisant ainsi de la mort une réalité inévitable de la vie. C’est donc le déluge qui transforme le potentiel de vie éternelle de l’homme en un fait inévitable de mortalité,.

## Survivance du mythe
L'épopée prospère probablement à travers la civilisation babylonienne pendant environ 1 500 ans. La découverte, en 1991, de tablettes dans la Bibliothèque de Sippar, datant de l'époque Néo-baylonienne et qui reproduit presque fidèlement le texte d'Ipiq-Aya, indique même que le Mythe d'Atrahasis persiste en Babylonie sous la forme d'un texte standardisé, jusqu'à l'époque d'Alexandre le Grand. Par après, l'influence culturelle mésopotamienne est littéralement enterrée au profit de l'Hellénisme.
Pour plus de deux millénaires, l'unique récit connu d'un grand Déluge est celui présent dans la Genèse. Génèse dans laquelle, pour le chercheur Tzvi Abusch, l'homme est présenté comme modelé à partir de la glaise et animé par le souffle divin, alors que, dans le mythe d’Atrahasis, l’humanité est créée à partir du corps et du sang d’un dieu, une matière qui confère simultanément l'intelligence et la capacité à survivre sous forme d’esprit après la mort. 
Le grand Déluge ne réapparaît au monde moderne qu'à travers les traditions fragmentées de Berose, prêtre babylonien contemporain d'Alexandre, qui commencent d'être redécouvertes à partir du siècle des lumières à travers les écrits de figures telles qu'Alexandre Polyhistor et Eusèbe de Césarée.